# Gliozzi Peak
Gliozzi Peak är en bergstopp i Antarktis. Den ligger i Västantarktis. Chile gör anspråk på området. Toppen på Gliozzi Peak är 1 475 meter över havet, eller 165 meter över den omgivande terrängen. Bredden vid basen är 4,5 km.
Terrängen runt Gliozzi Peak är kuperad åt nordost, men åt sydväst är den platt. Trakten är obefolkad. Det finns inga samhällen i närheten. 